# Ascidia bifissa
Ascidia bifissa är en sjöpungsart som beskrevs av Sluiter 1890. Ascidia bifissa ingår i släktet Ascidia och familjen Ascidiidae. Inga underarter finns listade i Catalogue of Life.